# 李立偉
李立偉（Lars Nittve，1953年9月17日—），瑞典人，博物館學專家及美術評論家。

## 簡歷
1986年至1990年，李立偉於馬爾摩成為策展人，至1990年至1998年，於丹麥哥本哈根路易斯安那現代藝術博物館出任主管。1998年，李立偉於英國英格蘭倫敦泰特現代藝術館出任主管。至2001年，再回到瑞典斯德哥爾摩，於當代美術館出任主管 至2010年10月。2011年，李立偉於香港出任西九文化區M+博物館行政總監。不過在2016年1月完成合約任期後離任。